# Clermont (Oise)
 Clermont  es una población y comuna francesa, en la región de Picardía, departamento de Oise, en el distrito y cantón de Clermont.

## Demografía
| 7509 | 8437 | 8576 | 8628 | 8934 | 9699 |
| Para los censos de 1962 a 1999 la población legal corresponde a la población sin duplicidades (Fuente: INSEE [Consultar]) |      |      |      |      |      |